# Id (comic)
Id The Greatest Fusion Fantasy (Prononcé Ee doo), est un manhwa (comic) écrit par Kim Daewoo, et dessiné par A. T. Kenny. À ce jour (avril 2024), il n'est pas traduit en français.

## Histoire

### Prologue
Ce manhwa raconte l'histoire d'un homme du nom de Chun Hwa (예천화) qui se retrouve piégé dans un monde qui n'est pas le sien. Très vite, il adopte le nom d'Id pour ne pas attirer l'attention sur lui, son ancien nom étant inhabituel pour les natifs du monde dans lequel il est piégé. Tout au long de sa progression dans ce monde, Chun Hwa fera la rencontre d'êtres fantastiques tels des elfes ou des dragons, mais il se fera aussi des ennemis redoutables. Peu à peu, son passé et le mystère sur son nom seront dévoilés...

### Univers
L'univers d'Id est très vaste. Le monde dans lequel il évolue est recouvert de forêts et montagnes avec des royaumes et des grandes villes (bref guère différent d'un fantasy classique). Le niveau technologique se situe au Moyen Âge. La magie est omniprésente et l'exclusivité des mages et des maîtres-épées. Quelques créatures sortent un peu de l'ordinaire mais dans l'ensemble cela ne change guère de ce que l'on connait. Le continent se divise en plusieurs empires, se faisant régulièrement la guerre, mais en paix au moment où l'histoire commence.

## Personnages

### Principaux
- Chun Hwa : originaire du monde du milieu, il a été transporté dans un autre monde à la suite d'un incident mettant en scène un mystérieux bracelet magique et adopte le nom de Id afin de ne pas éveiller l'attention par un nom inhabituel. Son apparence lui vaut d’être parfois pris pour une femme, ce qu'il n'apprécie guère. Au combat, il manie l'épée magique Lamia et utilise une magie originaire de son monde (on sait d'ailleurs très peu de choses de cette magie sinon qu'elle n'utilise pas de mana et est très puissante, il semble que ce soit le "ki" que l'on retrouve dans les arts martiaux). Après sa rencontre avec Greydrone, le dragon d'or gardien de ladite épée, il s'est vu octroyer un cœur de dragon en lieu et place de son véritable cœur, ce qui fait qu'il peut utiliser les pouvoirs et techniques des dragons. Grâce à Irlina, il est également capable d'invoquer l'esprit-reine du vent. Son nom (Id) éveille des souvenirs chez certains des habitants de ce monde, car il est mentionné dans des légendes du passé. En réalité, au cours de l'histoire, id se retrouve propulsé 10 000 ans dans le passé, et affronte et tue le "Dieu" de Ground Zero (victoire toute relative, car ce dernier parvient à se réincarner dans un des fragments) contre lequel se battaient les fragments du Chaos (il est toutefois à noter que les fragments du Chaos ont perdu la mémoire de cette période), et que c'est de là que viennent les légendes. On peut remarquer que ce personnage, contrairement à la plupart des personnages principaux de mangas/manhwa, est déjà extrêmement puissant dès sa première apparition, et ne progresse que relativement peu durant l'histoire, mais affronte des adversaires de plus en plus puissants qui le forceront à révéler ses pouvoirs au fur et à mesure.
- Lamia : épée magique forgée par Greydrone à partir de ses propres éléments, elle possède sa propre volonté et choisit son maître. Il est dit qu'elle donne la puissance d'un dieu à son manieur. Elle le reconnaîtra en la personne de Id. Elle possède un grand pouvoir et les connaissances de Greydrone sur tout ce qui touche au monde. Elle peut également changer d'apparence. Elle est assez jalouse et verra d'un mauvais œil la relation entre Id et Irlina.

- Irlina : cette haute-elfe est une des premières habitantes de ce monde qu'Id rencontre. Elle souhaite se rendre aux montagnes Reynon afin de rencontrer le dragon d'or pour sauver son village d'un dieu démon. Elle aura d'abord des doutes sur Id puis développera des sentiments à son égard, sentiments apparemment réciproques. Elle sera très affectée par la disparition d'Id. En tant que haute-elfe, Irlina est capable d'invoquer un esprit de l'eau. Elle apprendra à Id l'invocation des esprits.

- Grey : cet homme aux allures de guerrier est un redoutable combattant mais possède également un égo très dimensionné et une fierté qui va de pair. Bien que ses réactions puissent parfois sembler ridicules ou hors de propos, il est quelqu'un sur qui on peut compter. Il est un peu (et même parfois très) lent à la détente. Il manie une épée longue et plus tard Id lui fera cadeau d'une épée enchantée (télékinésie et protection). Il lui apprendra également ses techniques de déplacement rapide. Le maître-lame et fragment du chaos Percer lui apprendra par la suite à utiliser son mana et lui prêtera une de ses plus puissantes épées, Centerhead, faisant de lui un maître-lame. Il sert de garde du corps à Hael. Il aime bien taquiner Id sur son manque de virilité.

- Reindelf : ce nain, comme tous ceux de ça race, est un combattant redoutable. Il manie une dangereuse hache double. Il semble plus doué que Grey pour les techniques d'Id. Il est constamment en rivalité avec Grey. Celui-ci le surnomme d'ailleurs vieux schnock. Il déteste les dragons. Il est tombé amoureux de Gerais.

- Hael : prêtresse qui parcourt le pays avec son ami et garde du corps Grey. De nature plus réservée que Grey, elle a pourtant le même caractère et partage les mêmes réactions. Id lui fera cadeau d'une dague enchantée (bouclier).

- Ilran : mage issu de la campagne, il possède un très bon niveau même si sa magie n'est pas très puissante. Il est classé comme mage cinq cercles ce qui témoigne déjà d'une bonne puissance. Il voue une grande admiration au Grand Sage Lauri depuis que ce dernier l'a soigné (au lieu de le chasser) alors qu'il était tombé devant son cortège.
- chaos: Principal antagoniste. Il est en réalité dieu, qui a pris le corps d'un des fragments du chaos. On apprend au fur et à mesure que la majeure partie des épreuves rencontrées par id durant son aventure furent de son fait, car il voulait vérifier l'identité de id. Il s'avère que pendant le voyage dans le passé de id, chaos était un des 6 fragments, et qu'il était "gentil". Il s'est en effet battu contre dieux aux côtés de id, mais s'est fait posséder par dieux. Il est le chef des 6 fragments, et se fait passer pour chaos pour s'assurer leur fidélité, et les utiliser comme bon lui semble.

### Secondaires
- Greydrone : dragon d'or, ancien seigneur dragon, il était considéré comme le plus puissant des dragons. Lorsqu'il rencontre Id, il attend depuis 10 000 ans un maître pour Lamia. Il confiera à Id son cœur, sa puissance et un sort 13 cercles (niveau de puissance d'un dragon) que normalement un humain est incapable de lancer.

- Lailo-Sidgar : dragon d'or très susceptible, il possédait la sphère des sceaux qu'Irlina souhaitait récupérer pour sauver son village. A force d'expériences, la sphère se brisa et il fut contraint par le seigneur dragon d'aller en personne aider Irlina. S'il ose encore s'élever contre le seigneur dragon, il semble incapable d'aller contre la volonté de Greydrone, et ce même si ce dernier hiberne. Il n'apprécie guère Id dont seul son nom semble l'inquiéter (même réaction de la part de l'ancienne du village d'Irlina).

- Selenia : seigneur dragon, elle a l'apparence d'une gentille fille mais cette douceur cache une terrible puissance. Elle-même ne sembla pas capable de rivaliser avec la puissance de Greydrone. Elle se prendra d'affection pour Id et l'aidera dans la recherche d'un moyen de regagner son monde, mais également dans sa lutte contre les fragments du chaos.

- Gerais : mage naine-sombre, c'est également la princesse de son peuple. Elle tombera amoureuse de Reindelf. Elle sera battue par Id lors d'un tournoi de magie.
- fragments du chaos: au nombre de six, ils sont les six principaux survivants de la destruction de ground zero, et les plus puissants opposants à dieu. Ils furent "ressuscités" par chaos. Leurs noms sont mercio, cantas, chaos, percer, kukuro et ashirijen
- procras: Le "mercenaire gris", il est considéré comme le plus puissant mercenaire du continent. Il a un pacte avec le seigneur démoniaque claymore, et cherche à faire soigner sa fille, atteinte d'une maladie mortelle. Sa puissance rivalise avec celle de id. Ce dernier l'aidant à sauver sa fille, il se constituera comme son garde du corps.

## Créatures
- Dragon : il existe plusieurs types de dragon. Les dragons de Komodo sont les plus faibles (relégués au rang de simple monture), les plus puissants sont les dragons d'or qui peuvent également prendre forme humaine. Ils disposent d'un puissante magie et d'une connaissance étendue dans ce domaine. Ils sont par contre très fiers. Ce sont des serviteurs de dieu, du moins les dragons intelligents, comme les verts, les rouges, ou les ors.

- Wyverne : il s'agit de drôle d'oiseau, semblable à des dragons. Il en existe plusieurs variétés, dont certaines semble capables de cracher du feu. Ce sont de redoutables prédateurs.

- Troll : légèrement obtus, ils parlent essentiellement avec leurs poings. Ils sont toutefois assez intelligents pour entretenir une conversation et vanter les qualités et habilités d'un adversaire. De plus, ils semblent capable d'appliquer certaines stratégies de base telles que les embuscades.
- orcs: ennemis de base, constituant souvent la piétaille des armées ennemies, ils ne sont toutefois pas à sous estimer, car ils peuvent se montrer puissants.